# Carlos Rodríguez (futbolista venezolano)
Carlos Eduardo Rodríguez Gutiérrez (Maturín, estado Monagas, Venezuela; 27 de julio del 2000) es un futbolista venezolano que juega en la posición de mediocampista, como volante central con vocación defensiva, en el Atlético Venezuela de la Primera División de Venezuela

## Trayectoria

### Atlético Venezuela
Se formó inicialmente en las categorías inferiores de la Escuela Prof. Antonio Mejías en Maturín-Estado Monagas y por sus buenas presentaciones llamó la atención del Atlético Venezuela y fue traspasado. Debutó con el primer equipo del Atlético Venezuela el 11 de agosto de 2016 en Copa Venezuela, ante Mineros de Guayana, disputando 90 minutos de buen juego. Poco tiempo después realiza su debut en la Primera División de Venezuela  el 23 de octubre de 2016 ante el Deportivo JBL del Zulia donde jugó completo. Para el año 2017, luego de haber participado en el Campeonato Sudamericano Sub-17, Rodríguez empezó a tener mayor regularidad haciéndose del puesto de juvenil regla en el primer equipo del Atlético Venezuela jugando los primeros partidos como titular, pero las lesiones no le han permitido seguir sumando minutos .

## Selección nacional

### Campeonato Sudamericano Sub-17
| Sudamericano Sub-17 | Sede  | Resultado    | Partidos | Goles | Asistencias |
| ------------------- | ----- | ------------ | -------- | ----- | ----------- |
| Sudamericano 2017   | Chile | Quinto lugar | 8        |       |             |

## Clubes
| Club               | País      | Año        | Partidos | Goles |
| ------------------ | --------- | ---------- | -------- | ----- |
| Atlético Venezuela | Venezuela | 2016 - Act | 10       |       |